# Essex (Ontario)
Pour les articles homonymes, voir Essex (homonymie).

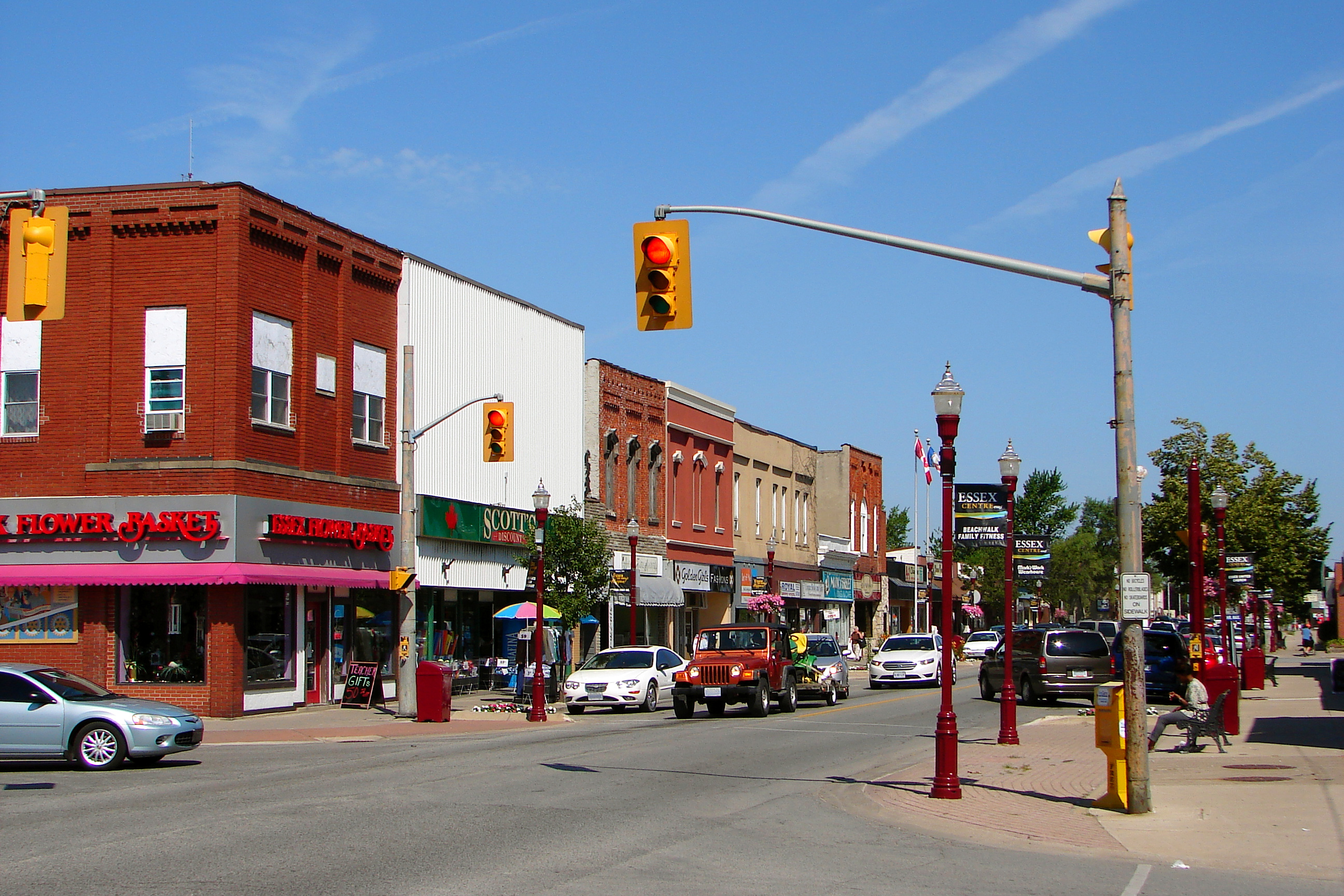
Essex, Ontario, en 2012

Essex est une ville de l'Ontario, située dans le Comté d'Essex au Canada.

## Démographie
| 2001   | 2006   | 2011   | 2016   |
| ------ | ------ | ------ | ------ |
| 20 085 | 20 032 | 19 600 | 20 427 |